# З собою не забрати (фільм)
«З собою не забрати» (англ. «You Can't Take It With You») — чорно-біла кінострічка 1938 року режисера Френка Капри. Романтична комедія з Джин Артур, Лайонелом Беррімором, Джеймсом Стюартом та Едвардом Арнольдом у головних ролях. Екранізація однойменної комедійної п'єси Джорджа Кауфмана і Мосса Гарта.
Фільм відзначено двома преміями «Оскар».

## Сюжет

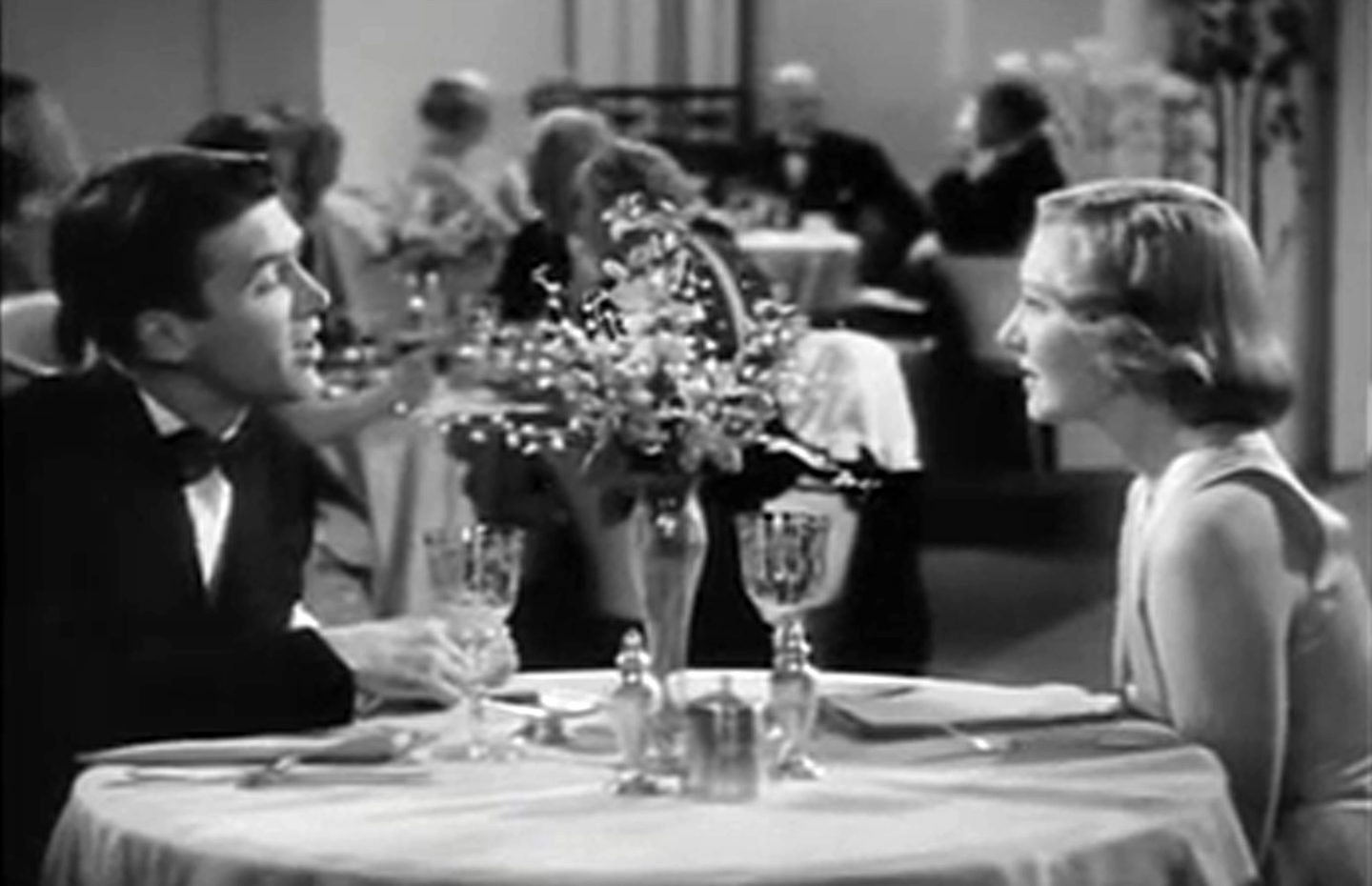
Джеймс Стюарт і Джин Артур

Тоні — син одного з найбагатших ділків бізнесу в Нью-Йорку, закоханий в Еліс — просту дівчину-секретарку та молоді хочуть повінчатися. Однак ексцентрична поведінка родичів і друзів майбутньої нареченої наводить батьків нареченого на думку, що у них з головами не все гаразд. Їхній будинок — це клуб за інтересами «міських божевільних».
Мати Еліс — місіс Пенні пише п'єси тому, що друкарську машину колись привезли в їх дім помилково. Її нездарна сестра Ессі мріє про балет і навчається танцю у божевільного росіянина на ім'я Борис Коленхов, який не проти пообідати чужим коштом. Батько з друзями Еліс витрачає весь свій час, створюючи феєрверки та випробовуючи їх просто в будинку. Але більш від усіх відрізняється ексцентричною поведінкою дідусь, що відмовляється сплачувати податки через переконання. Уся ця юрба галасує, співає, танцює і стрибає одночасно в супроводі губної гармоніки дідуся і ксилофону чоловіка Ессі, заважаючи робити великий бізнес корпорації Ентоні П. Кірбі — батька Тоні.

## У ролях
- Джин Артур — Еліс Сікамор
- Лайонел Беррімор — дідусь Мартін Вандергоф
- Джеймс Стюарт — Тоні Кірбі
- Едвард Арнольд — Ентоні П. Кірбі
- Міша Авер — Борис Коленхов
- Енн Міллер — Ессі Кармайкл
- Спрінґ Баінґтон — Пенні Сікамор
- Семюел С. Гіндс — Пол Сікамор
- Дональд Мік — Поппінс
- Г. Б. Ворнер — Ремсі
- Галлівелл Гоббс — ДеПінна
- Даб Тейлор — Ед Кармайкл
- Мері Форбс — місіс Ентоні П. Кірбі
- Лілліан Ярбо — Реба
- Едді Андерсон — Дональд
- Кларенс Вілсон — Джон Блейклі
- Джозеф Свікард — професор
- Енн Доран — Меґґі О'Ніл
- Крістіан Руб — Шмідт
- Боділь Розінг — місіс Шмідт
- Чарльз Лейн — Вілбур Гендерсон, агент IRS
- Гаррі Девенпорт — суддя

## Нагороди та номінації
11-та церемонія вручення нагород премії «Оскар» (1939):
Переможець:
- Найкращий фільм (Columbia Pictures);
- Найкращий режисер (Френк Капра);

Номінації:
- Найкраща жіноча роль другого плану (Спрінґ Баінґтон);
- Найкращий адаптований сценарій (Роберт Ріскін);
- Найкращий оператор (Джозеф Волкер);
- Найкращий монтаж (Джин Гевлік);
- Найкращий звук (Джон П. Лайведері, Columbia Studio Sound Department);

## Цікаві факти
- Лайонел Беррімор мусив отримувати ін'єкції щогодини аби полегшити біль від артриту.[1]
- Це перша співпраця режисера Френка Капри з Джеймсом Стюартом.[1]
- Енн Міллер було всього 15 років на час знімання фільму. Її роль була покликана виконувати численні (любительські) балетові позиції, зокрема танець на пуантах (кінчиках пальців ніг), який був дуже болючим для неї. Актриса приховувала це від акторського складу і знімальної групи, але плакала поза сценою. Джеймс Стюарт помітив це, і хоч не знав причини, приносив коробки цукерок, щоб вона почувала себе краще.[1]
- У 1938 році художній фільм зазвичай пробігав 8 000 футів (майже 2,5 км) плівки. Френк Капра використав для цього 329 000 футів.[1]
- Капра об'єднав Джин Артур та Джеймса Стюарта у наступному своєму фільмі «Містер Сміт вирушає до Вашинґтону».[1]
- У фільмі відбувся акторський дебют Даба Тейлора («Бонні і Клайд», «Найкращі часи», «Назад у майбутнє 3», «Меверік» та ін.).[1]
- Персонаж Дональда, якого в цій стрічці майстерно зіграв темношкірий актор Едді «Рочестер» Андерсон, був зображений іншим темношкірим актором Оскаром Полком роллю покойовця Порка в уславленій картині «Віднесені вітром». Сам Едді Андерсон також був запрошений до фільму і грав дядька Пітера-візника.[1]